# Mistrzostwa Świata w Szermierce 1974
Mistrzostwa Świata w Szermierce 1974 – 40. edycja mistrzostw odbyła się we francuskim mieście Grenoble.

## Klasyfikacja medalowa
| Lp. | Państwo | złoto | srebro | brąz | Razem |
| --- | ------- | ----- | ------ | ---- | ----- |
| 1   | ZSRR    | 4     | 1      | 3    | 8     |
| 2   | Szwecja | 2     | –      | –    | 2     |
| 3   | Węgry   | 1     | 2      | 2    | 5     |
| 4   | Włochy  | 1     | 2      | 1    | 4     |
| 5   | Francja | –     | 1      | 2    | 3     |
| 6   | RFN     | –     | 1      | –    | 1     |
| 6   | Polska  | –     | 1      | –    | 1     |
| 8   | Rumunia | –     | –      | 1    | 1     |

## Medaliści

### Mężczyźni
W turnieju drużynowym szablistów pierwotnie srebrny medal zdobyła reprezentacja Rumunii (Dan Irimiciuc, Cornel Marin, Ioan Pop i Alexandru Nilca). Została jednak zdyskwalifikowana po wykryciu dopingu we krwi jednego z zawodników.
| Złoto                                                                                            | Srebro | Brąz                                                                                           |
| Floret                                                                                           | |                                                                                                |
| Aleksandr Romankow                                                                               | Carlo Montano                                                                                             | Frédéric Pietruszka                                                                            |
| ZSRR · Aleksandr Romankow · Wasyl Stankowycz · Władimir Denisow · Jurij Cziż · Sabirżan Ruzijew  | Polska · Marek Dąbrowski · Lech Koziejowski · Jerzy Kaczmarek · Ziemowit Wojciechowski · Leszek Martewicz | Francja · Christian Noël · Daniel Revenu · Bernard Talvard · Didier Flament · Jean-Marie Safra |
| Szpada                                                                                           | |                                                                                                |
| Rolf Edling                                                                                      | Jacques Brodin                                                                                            | Boris Łukomski                                                                                 |
| Szwecja · Rolf Edling · Hans Jacobson · Carl von Essen · Göran Flodström · Lennart Rohlin        | RFN · Elmar Beierstettel · Hans-Jürgen Hehn · Joachim Peter · Alexander Pusch · Gerd Opgenorth            | Węgry · Győző Kulcsár · Sándor Erdős · Pál Schmitt · Ernő Kolczonay · István Osztrics          |
| Szabla                                                                                           | |                                                                                                |
| Mario Aldo Montano                                                                               | Wiktor Krowopuskow                                                                                        | Wiktor Sidiak                                                                                  |
| ZSRR · Władimir Nazłymow · Wiktor Krowopuskow · Wiktor Sidiak · Eduard Winokurow · Aleksiej Iluk | Włochy · Mario Aldo Montano · Mario Tullio Montano · Tommaso Montano · Rolando Rigoli · Michele Maffei    | Węgry · Imre Gedővári · Pál Gerevich · Attila Kovács · Tamás Kovács · Péter Marót              |

### Kobiety
| Złoto | Srebro | Brąz                                                                                               |
| Floret | | |
| Ildikó Farkasinszky-Bóbis                                                                                  | Ildikó Schwarczenberger-Tordasi                                                                                   | Naila Gilazowa                                                                                     |
| ZSRR · Olga Kniaziewa · Walentina Sidorowa · Naila Gilazowa · Jelena Nowikowa-Biełowa · Walentina Nikonowa | Węgry · Ildikó Farkasinszky-Bóbis · Ildikó Schwarczenberger-Tordasi · Ildikó Rejtő · Mária Szolnoki · Magda Maros | Rumunia · Ana Pascu · Ecaterina Stahl-Iencic · Ileana Gyulai · Suzana Ardeleanu · Magdalena Bartoș |